# St. Mary River (Kootenay River)
Der St. Mary River ist ein ca. 115 km langer orographisch rechter Nebenfluss des Kootenay River im Südosten der kanadischen Provinz British Columbia. 

## Flusslauf
Der St. Mary River entspringt auf einer Höhe von etwa 1750 m im zentralen Westen der Purcell Mountains, 20 km östlich des Kootenay Lake. Er fließt anfangs 15 km in südlicher Richtung und wendet sich anschließend nach Südosten und schließlich nach Osten. Der 2,5 km lange St. Mary Lake liegt am Flusslauf. Oberhalb diesem befindet sich ein Flussabschnitt, in welchem der St. Mary River ein mäandrierendes Verhalten aufweist. 20 km flussabwärts passiert der St. Mary River die Ortschaft Marysville, die zur weiter nördlich gelegenen Stadt Kimberley gehört. Der British Columbia Highway 95A zwischen Kimberley und Cranbrook führt ein kurzes Stück entlang dem Fluss. Nördlich des Unterlaufs liegt der Cranbrook/Canadian Rockies International Airport, 8 km südlich die Stadt Cranbrook. Schließlich mündet der St. Mary River nahe Fort Steele, 15 km nordöstlich von Cranbrook, in den in der Rocky Mountain Trench nach Süden strömenden Kootenay River.

## Hydrologie
Der St. Mary River entwässert ein Areal von etwa 2500 km². Der mittlere Abfluss 22 km oberhalb der Mündung beträgt 51 m³/s. Im Juni führt der Fluss mit im Mittel 210 m³/s die größte  monatliche Wassermenge.